# Vattenfis
Vattenfis (Aphelocheirus aestivalis) är en insektsart som först beskrevs av Johan Christian Fabricius 1794.  Vattenfis ingår i släktet Aphelocheirus, och familjen vattenfisar. Enligt den finländska rödlistan är arten nära hotad i Finland. Arten är reproducerande i Sverige. Artens livsmiljö är älvar och åar.